# 联盟TMA-05M
联盟TMA-05M（Союз ТМА-05М）是俄罗斯宇航联盟号的第114次飞行，本次任务计划将远征32的三名宇航员送到国际空间站。2012年7月15日2时40分（UTC）飞船从哈萨克斯坦拜科努尔航天发射场发射升空，7月17日2时31分与国际空间站晨曦号实验舱对接,对接期间作为应急撤离飞船。此次发射同时是阿波罗-联盟测试计划37周年纪念日。同年11月18日22时26分与国际空间站解除对接并于次日1时53分哈萨克斯坦着陆。

## 机组人员
| 职位        | 姓名          | 飞行次数 |
| ----------- | ------------- | -------- |
| 指令长      | 尤里·马连琴科 | 第5次    |
| 飞行工程师1 | 苏妮塔·威廉斯 | 第2次    |
| 飞行工程师2 | 星出彰彦      | 第2次    |